# Kfz-Kennzeichen (Argentinien)
Kfz-Kennzeichen gibt es in Argentinien seit etwa 1900. In Argentinien werden sie chapas patentes, patentes oder dominio genannt. Bis 1972 wurden die Kennzeichen individuell von jeder Provinz zugewiesen, danach zentralisiert und standardisiert. 1994 wurde das Kennzeichen-System erneut geändert, die Aufschlüsselung der Herkunft entfiel.

## Seit 2016

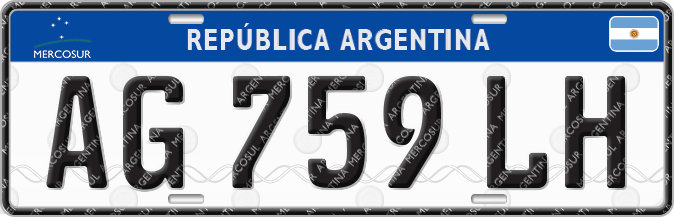
Kennzeichen aus Argentinien seit 2016

Seit 2016 führen die Länder des Mercosur ein einheitliches Kfz-Kennzeichen ähnlich der EU ein. Das Format ist 400 mm × 130 mm. Das Nummernsystem sieht AB123CD zwei Buchstaben gefolgt von drei Ziffern und wiederum zwei Buchstaben vor.

## 1994–2016

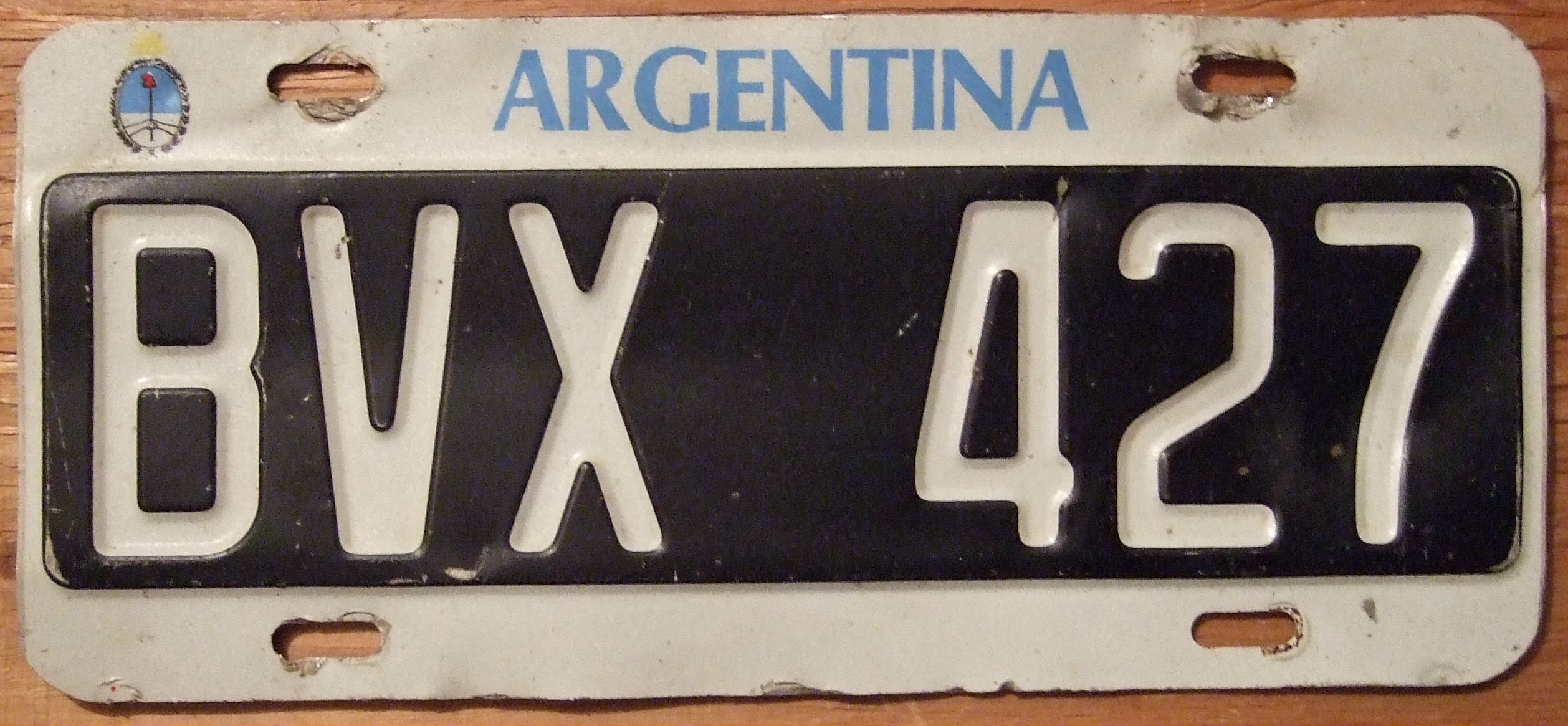
Altes Kennzeichen aus Argentinien

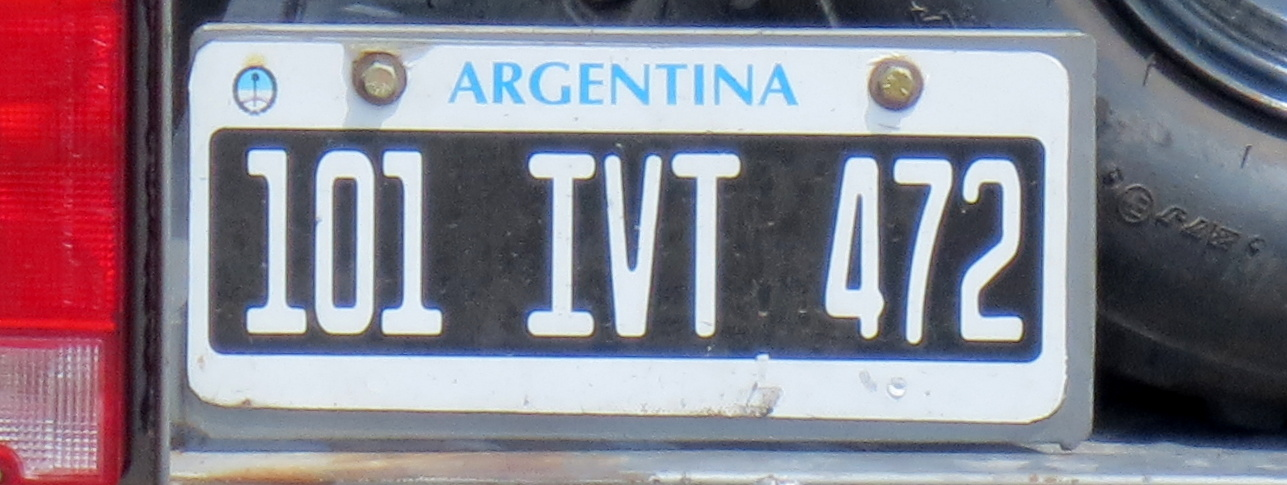
Altes Kennzeichen eines Pkw-Anhängers

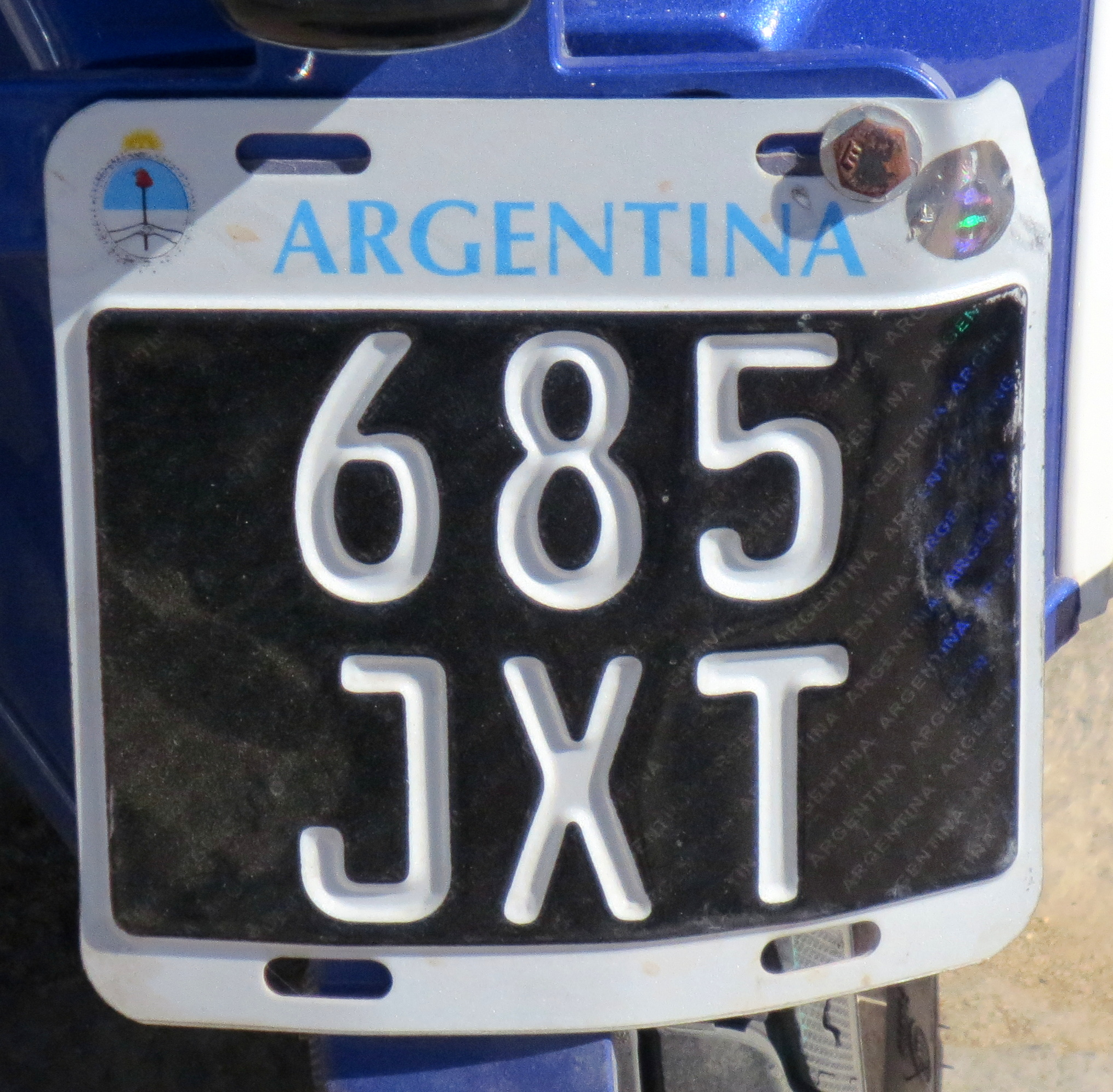
Altes Kennzeichen eines Motorrads

Vom 1. Januar 1994 bis 2016 bestand das Kennzeichen für Kraftfahrzeuge bundesweit aus drei Buchstaben und drei Ziffern. Für Pkw, Lkw und Busse standen zuerst drei Buchstaben und drei Zahlen. Für Motorräder standen erst drei Zahlen, darunter drei Buchstaben; das Kennzeichen war in FE-Schrift gesetzt. Pkw-Anhänger tragen drei Zeichenblöcke zu je drei Zeichen.
Die Farbgebung mit schwarzem Grund und weißer Schrift wurde beibehalten, allerdings wiesen die Schilder nun einen weißen Rahmen auf, in dem am oberen Rand das Wappen Argentiniens und die Landesbezeichnung in der Landessprache erschien. Die Schilder lassen keine Rückschlüsse auf die Herkunft des Fahrzeuges zu. Fahrzeuge, die vor dem Stichtag zugelassen wurden, erhielten neue Kennzeichen beginnend bei RAA001, Neufahrzeuge erhielten Kennzeichen beginnend bei AAA001. Öffentliche und diplomatische Fahrzeuge können andere Kennzeichen haben.
Das neue System verwendet die Buchstaben A bis Z sowie die Ziffern 0 bis 9 und ermöglicht so 26³ × 999 = 17.558.424 verschiedene Kennzeichen.
Diplomatenkennzeichen zeigen mit schwarzen Lettern auf weißem Grund eine konträre Gestaltung. Die Schilder beginnen mit den Buchstaben CD gefolgt von einer Ziffernkombination. Am unteren Rand erscheint der vollständige Landesname.
| Buchstabe | Beginn der Ausgabe |
| --------- | ------------------ |
| A         | Januar 1995        |
| B         | Oktober 1996       |
| C         | März 1998          |
| D         | November 1999      |
| E         | Mai 2002           |
| F         | Juni 2005          |
| G         | Dezember 2006      |
| H         | Februar 2008       |
| I         | April 2009         |
| J         | Juli 2010          |
| K         | Mai 2011           |
| L         | Februar 2012       |
| M         | November 2012      |
| N         | August 2013        |
| O         | Juni 2014          |
| P         | Juli 2015          |

## 1972–1994

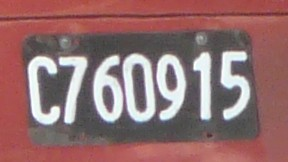
Kfz-Kennzeichen aus der Autonomen Stadt Buenos Aires

Seit 1972 wurden die Kennzeichen von einer Bundesbehörde vergeben. Dabei bestand ein argentinisches Kennzeichen aus einem Buchstaben und sechs Ziffern, weiß auf schwarz. Der Buchstabe stand für die Provinz oder Stadt, in der das Fahrzeug gemeldet war, die Zahlen wurden aufsteigend zugewiesen. In der Provinz Buenos Aires und der Stadt Buenos Aires wurden bis 1994 jedoch mehr als eine Million Fahrzeuge angemeldet, so dass eine weitere Ziffer hinzugefügt werden musste, die unter den Buchstaben geschrieben wurde.
| A | Salta      | B | Provinz Buenos Aires | C | Stadt Buenos Aires  | D | San Luis         |
| E | Entre Ríos | F | La Rioja             | G | Santiago del Estero | H | Chaco            |
| J | San Juan   | K | Catamarca            | L | La Pampa            | M | Mendoza          |
| N | Misiones   | P | Formosa              | Q | Neuquén             | R | Río Negro        |
| S | Santa Fe   | T | Tucumán              | U | Chubut              | V | Tierra del Fuego |
| W | Corrientes | X | Córdoba              | Y | Jujuy               | Z | Santa Cruz       |

## 1900–1972

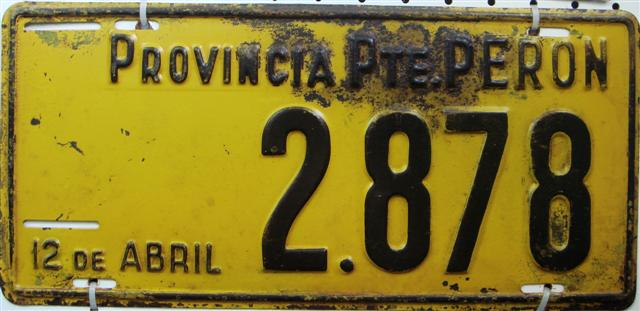
Ehemaliges Kennzeichen der Provinz Chaco, die damals Provinz Präsident Perón hieß.

Bis 1972 gab jede Provinz, teilweise jede Stadt, ihre eigenen Kennzeichen heraus. Es gab dementsprechend kein landesweit einheitliches System für die Kennzeichen.